# Internazionali Femminili di Palermo 2004
Gli Internazionali Femminili di Palermo 2004 sono stati un torneo femminile di tennis giocato sulla terra rossa. È stata la 17ª edizione degli Internazionali Femminili di Palermo, che fa parte della categoria Tier V nell'ambito del WTA Tour 2004. Si è giocato a Palermo in Italia, dal 19 al 25 luglio 2004.

## Campioni

### Singolare
Anabel Medina Garrigues ha battuto in finale  Flavia Pennetta con il punteggio di 6–4, 6–4

### Doppio
Anabel Medina Garrigues /  Arantxa Sánchez Vicario hanno battuto in finale  Ľubomíra Kurhajcová /  Henrieta Nagyová con il punteggio di 6–3, 7–6(4)